# Martin Scorsese Presents the Blues: Jimi Hendrix
Martin Scorsese Presents the Blues: Jimi Hendrix – wydany pośmiertnie album kompilacyjny Jimiego Hendrixa, który ukazał się w 2003 roku.

## Lista utworów
Autorem wszystkich utworów, chyba że zaznaczono inaczej jest Jimi Hendrix.
| Nr  | Tytuł utworu                               | Długość |
| --- | ------------------------------------------ | ------- |
| 1.  | „Red House”                                | 3:50    |
| 2.  | „Voodoo Chile”                             | 15:00   |
| 3.  | „Come On (Let the Good Times Roll)” (King) | 4:09    |
| 4.  | „Georgia Blues”                            | 7:57    |
| 5.  | „Country Blues”                            | 8:26    |
| 6.  | „Hear My Train a Comin’”                   | 6:57    |
| 7.  | „It’s Too Bad”                             | 8:52    |
| 8.  | „My Friend”                                | 4:36    |
| 9.  | „Blue Window”                              | 12:51   |
| 10. | „Midnight Lightning”                       | 3:07    |
|     |                                            | 1:15:45 |

## Twórcy
- Jimi Hendrix – gitara, śpiew
- Mitch Mitchell – perkusja
- Noel Redding – gitara basowa
- Billy Cox – gitara basowa
- Buddy Miles – perkusja

## Źródła
- Richie Unterberger: Martin Scorsese Presents the Blues: Jimi Hendrix. AllMusic. [dostęp 2021-02-17]. [zarchiwizowane z tego adresu (2021-02-17)]. (ang.).